# Miroslav Ondříček
Miroslav Ondricek (Praga, 4 de novembro de 1934 — Praga, 28 de março de 2015) foi um diretor de fotografia tcheco.